# Кумар, Викрам (предприниматель)
Викрам Шил Кумар (англ. Vikram Sheel Kumar; род. прибл. 1976 год, Джеймстаун, Нью-Йорк, США) — американский врач, изобретатель, предприниматель и менеджер, создатель и руководитель компании Dimagi, а также других организаций на стыке технологий и медицины.

## Биография
Родился Джеймстауне (штат Нью-Йорк, США) в индо-американской семье. Его отец был нейрохирургом, однако отказавшись от престижной практики в США вернулся в Индию для создания больницы.
Вернувшись в Индию в возрасте 10 лет, Викрам пошёл на учёбу в Современной школе (англ. Modern School (New Delhi)) в Нью-Дели. После окончил Индийский институт технологии, получив специальность инженера и научившись программировать.
В 1995 году, вернувшись в США, поступил в Колумбийский университет, где получил степень бакалавра в 1999 году.
Затем обучался в совместном подразделении Гарвардского университета и Массачусетского технологического института в области медицинских наук и технологий.
В 2002 году во время обучения в MIT Media Lab совместно с Вишванатом Анантраманом (англ. Vishwanath Anantraman) и Тарьей Миккельсеном (англ. Tarjei Mikkelsen) основал проект Dimagi.
К 2004 году разработал DiaBetNet — лёгкий в использовании прибор, который в игровой форме стимулирует детей больных сахарным диабетом проверять уровень сахара в крови с наградой за правильно угаданный их уровень глюкозы.
В 2007 году окончил ординатуру и продолжает работать в Brigham and Women’s Hospital, в то же время занимаясь своими проектами>.

## Личная жизнь
Проживает в Бостоне (Массачусетс, США).
На 2004 год разделял квартиру с родственниками, перемещался по городу на велосипеде или 20-летнем Mercedes.

## Награды и премии
В 2004 году вошёл в топ-100 молодых инноваторов Массачусетского технологического института.
В 2005 году получил премию «Десять выдающихся молодых американцев» (англ. Ten Outstanding Young Americans (TOYA)).
В 2012 году вместе с сооснователем Dimagi Джонатаном Джексоном названы Фондом Шваба социальными предпринимателями года.